# Gran Premio motociclistico di Spagna 2020
Il Gran Premio motociclistico di Spagna 2020 è stato la seconda prova su quindici del motomondiale  2020, disputato il 19 luglio sul circuito di Jerez. Le vittorie nelle quattro classi sono andate rispettivamente a: Fabio Quartararo in MotoGP, Luca Marini in Moto2, Albert Arenas in Moto3 e Eric Granado in MotoE.

## MotoGP
A causa di incidenti avvenuti durante le prove e durante il warm-up, non sono riusciti a prendere il via né Álex Rins, né Cal Crutchlow. Per il pilota francese Fabio Quartararo si tratta della prima vittoria nella classe MotoGP.

### Arrivati al traguardo
| Pos. | Nº | Pilota            | Squadra                     | Motocicletta       | Giri | Tempo     | Griglia | Punti |
| ---- | -- | ----------------- | --------------------------- | ------------------ | ---- | --------- | ------- | ----- |
| 1º   | 20 | Fabio Quartararo  | Petronas Yamaha SRT         | Yamaha YZR-M1      | 25   | 41'23.796 | 1º      | 25    |
| 2º   | 12 | Maverick Viñales  | Monster Energy Yamaha       | Yamaha YZR-M1      | 25   | +4,603    | 2º      | 20    |
| 3º   | 4  | Andrea Dovizioso  | Ducati Team                 | Ducati Desmosedici | 25   | +5,946    | 8º      | 16    |
| 4º   | 43 | Jack Miller       | Pramac Racing               | Ducati Desmosedici | 25   | +6,668    | 5º      | 13    |
| 5º   | 21 | Franco Morbidelli | Petronas Yamaha SRT         | Yamaha YZR-M1      | 25   | +6,844    | 10º     | 11    |
| 6º   | 44 | Pol Espargaró     | Red Bull KTM Factory Racing | KTM RC16           | 25   | +6,938    | 7º      | 10    |
| 7º   | 63 | Francesco Bagnaia | Pramac Racing               | Ducati Desmosedici | 25   | +13,027   | 4º      | 9     |
| 8º   | 88 | Miguel Oliveira   | Red Bull KTM Tech 3         | KTM RC16           | 25   | +13,441   | 17º     | 8     |
| 9º   | 9  | Danilo Petrucci   | Ducati Team                 | Ducati Desmosedici | 25   | +19,651   | 14º     | 7     |
| 10º  | 30 | Takaaki Nakagami  | LCR Honda Idemitsu          | Honda RC213V       | 25   | +21,553   | 15º     | 6     |
| 11º  | 5  | Johann Zarco      | Hublot Reale Avintia Racing | Ducati Desmosedici | 25   | +25,100   | 20º     | 5     |
| 12º  | 73 | Álex Márquez      | Repsol Honda                | Honda RC213V       | 25   | +27,350   | 21º     | 4     |
| 13º  | 33 | Brad Binder       | Red Bull KTM Factory Racing | KTM RC16           | 25   | +29,640   | 13º     | 3     |
| 14º  | 53 | Esteve Rabat      | Hublot Reale Avintia Racing | Ducati Desmosedici | 25   | +32,898   | 19º     | 2     |
| 15º  | 38 | Bradley Smith     | Aprilia Racing Team Gresini | Aprilia RS-GP      | 25   | +39,682   | 18º     | 1     |

### Ritirati
| Nº | Pilota          | Squadra                     | Motocicletta  | Giri | Griglia |
| -- | --------------- | --------------------------- | ------------- | ---- | ------- |
| 93 | Marc Márquez    | Repsol Honda                | Honda RC213V  | 21   | 3º      |
| 27 | Iker Lecuona    | Red Bull KTM Tech 3         | KTM RC16      | 19   | 22º     |
| 46 | Valentino Rossi | Monster Energy Yamaha       | Yamaha YZR-M1 | 18   | 11º     |
| 41 | Aleix Espargaró | Aprilia Racing Team Gresini | Aprilia RS-GP | 2    | 16º     |
| 36 | Joan Mir        | Suzuki Ecstar               | Suzuki GSX-RR | 1    | 12º     |

## Moto2

### Arrivati al traguardo
| Pos. | Nº | Pilota                      | Squadra                  | Motocicletta | Giri | Tempo     | Griglia | Punti |
| ---- | -- | --------------------------- | ------------------------ | ------------ | ---- | --------- | ------- | ----- |
| 1º   | 10 | Luca Marini                 | SKY Racing Team VR46     | Kalex        | 23   | 39'23.297 | 4º      | 25    |
| 2º   | 45 | Tetsuta Nagashima           | Red Bull KTM Ajo         | Kalex        | 23   | +1,271    | 8º      | 20    |
| 3º   | 88 | Jorge Martín                | Red Bull KTM Ajo         | Kalex        | 23   | +4,838    | 1º      | 16    |
| 4º   | 22 | Sam Lowes                   | EG 0,0 Marc VDS          | Kalex        | 23   | +6,200    | 3º      | 13    |
| 5º   | 44 | Arón Canet                  | Inde Aspar               | Speed Up     | 23   | +10,794   | 6º      | 11    |
| 6º   | 55 | Hafizh Syahrin              | Inde Aspar               | Speed Up     | 23   | +15,578   | 15º     | 10    |
| 7º   | 87 | Remy Gardner                | Onexox TKKR SAG          | Kalex        | 23   | +17,426   | 12º     | 9     |
| 8º   | 7  | Lorenzo Baldassarri         | Flexbox HP 40            | Kalex        | 23   | +19,416   | 10º     | 8     |
| 9º   | 33 | Enea Bastianini             | Italtrans Racing         | Kalex        | 23   | +19,505   | 11º     | 7     |
| 10º  | 97 | Xavi Vierge                 | Petronas Sprinta Racing  | Kalex        | 23   | +19,590   | 9º      | 6     |
| 11º  | 62 | Stefano Manzi               | MV Agusta Forward Racing | MV Agusta F2 | 23   | +21,269   | 23º     | 5     |
| 12º  | 40 | Héctor Garzó                | Flexbox HP 40            | Kalex        | 23   | +21,405   | 14º     | 4     |
| 13º  | 37 | Augusto Fernández           | EG 0,0 Marc VDS          | Kalex        | 23   | +24,550   | 24º     | 3     |
| 14º  | 11 | Nicolò Bulega               | Federal Oil Gresini      | Kalex        | 23   | +26,232   | 20º     | 2     |
| 15º  | 24 | Simone Corsi                | MV Agusta Forward Racing | MV Agusta F2 | 23   | +27,303   | 21º     | 1     |
| 16º  | 57 | Edgar Pons                  | Federal Oil Gresini      | Kalex        | 23   | +32,566   | 13º     |       |
| 17º  | 16 | Joe Roberts                 | Tennor American Racing   | Kalex        | 23   | +33,951   | 16º     |       |
| 18º  | 96 | Jake Dixon                  | Petronas Sprinta Racing  | Kalex        | 23   | +36,432   | 17º     |       |
| 19º  | 19 | Lorenzo Dalla Porta         | Italtrans Racing         | Kalex        | 23   | +43,699   | 27º     |       |
| 20º  | 27 | Andi Farid Izdihar          | Idemitsu Honda Team Asia | Kalex        | 23   | +43,889   | 28º     |       |
| 21º  | 2  | Jesko Raffin                | NTS RW Racing GP         | NTS          | 23   | +1'02.884 | 29º     |       |
| 22º  | 99 | Kasma Daniel Bin Kasmayudin | Onexox TKKR SAG          | Kalex        | 23   | +1'09.455 | 30º     |       |
| 23º  | 42 | Marcos Ramírez              | Tennor American Racing   | Kalex        | 22   | + 1 giro  | 25º     |       |

### Ritirati
| Nº | Pilota                | Squadra                  | Motocicletta | Giri | Griglia |
| -- | --------------------- | ------------------------ | ------------ | ---- | ------- |
| 12 | Thomas Lüthi          | Liqui Moly Intact GP     | Kalex        | 20   | 19º     |
| 21 | Fabio Di Giannantonio | HDR Heidrun Speed Up     | Speed Up     | 16   | 18º     |
| 23 | Marcel Schrötter      | Liqui Moly Intact GP     | Kalex        | 7    | 7º      |
| 72 | Marco Bezzecchi       | SKY Racing Team VR46     | Kalex        | 6    | 5º      |
| 64 | Bo Bendsneyder        | NTS RW Racing GP         | NTS          | 6    | 22º     |
| 35 | Somkiat Chantra       | Idemitsu Honda Team Asia | Kalex        | 5    | 26º     |
| 9  | Jorge Navarro         | HDR Heidrun Speed Up     | Speed Up     | 0    | 2º      |

## Moto3

### Arrivati al traguardo
| Pos. | Nº | Pilota             | Squadra                       | Motocicletta  | Giri | Tempo     | Griglia | Punti |
| ---- | -- | ------------------ | ----------------------------- | ------------- | ---- | --------- | ------- | ----- |
| 1º   | 75 | Albert Arenas      | Gaviota Aspar                 | KTM RC 250 GP | 22   | 39'26.256 | 7º      | 25    |
| 2º   | 79 | Ai Ogura           | Honda Team Asia               | Honda NSF250R | 22   | +0,340    | 15º     | 20    |
| 3º   | 14 | Tony Arbolino      | Rivacold Snipers              | Honda NSF250R | 22   | +0,369    | 10º     | 16    |
| 4º   | 16 | Andrea Migno       | SKY Racing Team VR46          | KTM RC 250 GP | 22   | +0,546    | 2º      | 13    |
| 5º   | 13 | Celestino Vietti   | SKY Racing Team VR46          | KTM RC 250 GP | 22   | +0,634    | 5º      | 11    |
| 6º   | 25 | Raúl Fernández     | Red Bull KTM Ajo              | KTM RC 250 GP | 22   | +0,682    | 4º      | 10    |
| 7º   | 2  | Gabriel Rodrigo    | Kömmerling Gresini            | Honda NSF250R | 22   | +0,753    | 9º      | 9     |
| 8º   | 24 | Tatsuki Suzuki     | SIC58 Squadra Corse           | Honda NSF250R | 22   | +0,881    | 1º      | 8     |
| 9º   | 23 | Niccolò Antonelli  | SIC58 Squadra Corse           | Honda NSF250R | 22   | +0,986    | 12º     | 7     |
| 10º  | 5  | Jaume Masiá        | Leopard Racing                | Honda NSF250R | 22   | +3,646    | 11º     | 6     |
| 11º  | 71 | Ayumu Sasaki       | Red Bull KTM Tech 3           | KTM RC 250 GP | 22   | +3,751    | 17º     | 5     |
| 12º  | 82 | Stefano Nepa       | Gaviota Aspar                 | KTM RC 250 GP | 22   | +3,936    | 16º     | 4     |
| 13º  | 55 | Romano Fenati      | Sterilgarda Max Racing Team   | Husqvarna     | 22   | +4,157    | 8º      | 3     |
| 14º  | 21 | Alonso López       | Sterilgarda Max Racing Team   | Husqvarna     | 22   | +6,086    | 27º     | 2     |
| 15º  | 52 | Jeremy Alcoba      | Kömmerling Gresini            | Honda NSF250R | 22   | +5,608    | 6º      | 1     |
| 16º  | 6  | Ryusei Yamanaka    | Estrella Galicia 0,0          | Honda NSF250R | 22   | +6,098    | 25º     |       |
| 17º  | 11 | Sergio García      | Estrella Galicia 0,0          | Honda NSF250R | 22   | +6,256    | 31º     |       |
| 18º  | 40 | Darryn Binder      | CIP Green Power               | KTM RC 250 GP | 22   | +17,642   | 21º     |       |
| 19º  | 27 | Kaito Toba         | Red Bull KTM Ajo              | KTM RC 250 GP | 22   | +28,324   | 13º     |       |
| 20º  | 73 | Maximilian Kofler  | CIP Green Power               | KTM RC 250 GP | 22   | +28,406   | 26º     |       |
| 21º  | 50 | Jason Dupasquier   | CarXpert PrüstelGP            | KTM RC 250 GP | 22   | +28,640   | 28º     |       |
| 22º  | 89 | Khairul Idham Pawi | Petronas Sprinta Racing       | Honda NSF250R | 22   | +28,844   | 30º     |       |
| 23º  | 9  | Davide Pizzoli     | BOE Skull Rider Facile Energy | KTM RC 250 GP | 22   | +29,026   | 22º     |       |
| 24º  | 70 | Barry Baltus       | CarXpert PrüstelGP            | KTM RC 250 GP | 22   | +33,352   | 29º     |       |
| 25º  | 53 | Deniz Öncü         | Red Bull KTM Tech 3           | KTM RC 250 GP | 22   | +1'03.589 | 18º     |       |

### Ritirati
| Nº | Pilota         | Squadra                       | Motocicletta  | Giri | Griglia |
| -- | -------------- | ----------------------------- | ------------- | ---- | ------- |
| 17 | John McPhee    | Petronas Sprinta Racing       | Honda NSF250R | 21   | 3º      |
| 92 | Yuki Kunii     | Honda Team Asia               | Honda NSF250R | 16   | 20º     |
| 12 | Filip Salač    | Rivacold Snipers              | Honda NSF250R | 10   | 14º     |
| 54 | Riccardo Rossi | BOE Skull Rider Facile Energy | KTM RC 250 GP | 7    | 24º     |
| 7  | Dennis Foggia  | Leopard Racing                | Honda NSF250R | 0    | 19º     |
| 99 | Carlos Tatay   | Reale Avintia                 | KTM RC 250 GP | 0    | 23º     |

## MotoE
Tutti i piloti sono dotati dello stesso tipo di motocicletta, fornita dalla Energica Motor Company.

### Arrivati al traguardo
| Pos. | Nº | Pilota             | Squadra                    | Giri | Tempo     | Griglia | Punti |
| ---- | -- | ------------------ | -------------------------- | ---- | --------- | ------- | ----- |
| 1º   | 51 | Eric Granado       | Avintia Esponsorama Racing | 6    | 10'55.542 | 1º      | 25    |
| 2º   | 11 | Matteo Ferrari     | Trentino Gresini           | 6    | +3,044    | 4º      | 20    |
| 3º   | 77 | Dominique Aegerter | Dynavolt Intact GP         | 6    | +3,299    | 3º      | 16    |
| 4º   | 35 | Lukas Tulovic      | Tech 3 E-Racing            | 6    | +3,517    | 2º      | 13    |
| 5º   | 27 | Mattia Casadei     | Ongetta SIC58 Squadracorse | 6    | +4,082    | 10º     | 11    |
| 6º   | 40 | Jordi Torres       | Pons Racing 40             | 6    | +4,245    | 8º      | 10    |
| 7º   | 55 | Alejandro Medina   | Openbank Aspar             | 6    | +4,906    | 5º      | 9     |
| 8º   | 10 | Xavier Siméon      | LCR E-Team                 | 6    | +5,475    | 6º      | 8     |
| 9º   | 16 | Joshua Hook        | Octo Pramac                | 6    | +5,795    | 13º     | 7     |
| 10º  | 63 | Mike Di Meglio     | EG 0,0 Marc VDS            | 6    | +8,484    | 11º     | 6     |
| 11º  | 66 | Niki Tuuli         | Avant Ajo                  | 6    | +8,791    | 9º      | 5     |
| 12º  | 70 | Tommaso Marcon     | Tech 3 E-Racing            | 6    | +10,301   | 15º     | 4     |
| 13º  | 7  | Niccolò Canepa     | LCR E-Team                 | 6    | +10,579   | 17º     | 3     |
| 14º  | 18 | Xavier Cardelús    | Avintia Esponsorama Racing | 6    | +10,868   | 12º     | 2     |
| 15º  | 6  | María Herrera      | Openbank Aspar             | 6    | +14,311   | 14º     | 1     |
| 16º  | 84 | Jakub Kornfeil     | WithU Motorsport           | 6    | +21,385   | 16º     |       |
| 17º  | 15 | Alex De Angelis    | Octo Pramac                | 6    | +26,977   | 7º      |       |